# Hudsonia (animal)
Pour les articles homonymes, voir Hudsonia.
Genre
Hudsonia est un genre de plathelminthes (vers plats) de la famille des Zoogonidae.

## Liste d'espèces
Selon Catalogue of Life (8 juin 2013) :
- Hudsonia agassizi